# 尼古拉·德米特里耶维奇·科瓦廖夫
尼古拉·德米特里耶维奇·科瓦廖夫（羅馬化：Nikolay Dmitriyevich Kovalyov；1949年8月6日—2019年4月5日）是一位俄罗斯政治人物和国家杜马议员，并担任杜马退伍军人委员会主席。科瓦廖夫于1996年7月至1998年7月担任联邦安全局局长，后由弗拉基米尔·普京接任。
尼古拉·科瓦廖夫于1974年加入克格勃。他于1997年被任命为大将，1999年当选为俄罗斯联邦国家杜马代表。